# Syvash
Syvash hay Sivash (tiếng Nga và Ukraina: Сива́ш; tiếng Tatar Krym: Sıvaş, chữ Kirin: Сываш, "bẩn"), còn gọi là biển Thối là một khu vực đầm phá nông rộng lớn tại bờ biển phía tây của biển Azov. Doi đất Arabat tách biệt đầm phá này với biển, và vùng nước của Syvash có diện tích khoảng 2.560 km2 (990 dặm vuông Anh). Eo biển Henichesk là liên kết phía đông của đầm phá với biển Azov. Syvash giáp với bờ biển đông bắc của bán đảo Krym. Trung và Đông Syvash được xác định là các vùng đất ngập nước của Ukraina theo Công ước Ramsar. Kể từ Nga xâm chiếm Ukraina năm 2022, toàn bộ Syvash do Nga chiếm giữ.

## Tổng quan
Syvash gần như cắt bán đảo Krym khỏi đại lục, đóng vai trò là một phần ranh giới tự nhiên của nước cộng hòa tự trị. Doi đất Arabat (110 km (68 mi)) và hẹp (0,27–8 km (0,2–5,0 mi)) nằm ở phía đông, tách biệt đầm phá khỏi biển Azov. Hai thực thể nối với nhau ở phía bắc tại eo biển Henichesk bên cạnh cảng Henichesk. Về phía tây, eo đất Perekop tách đầm phá khỏi biển Đen và nối Krym với đại lục.

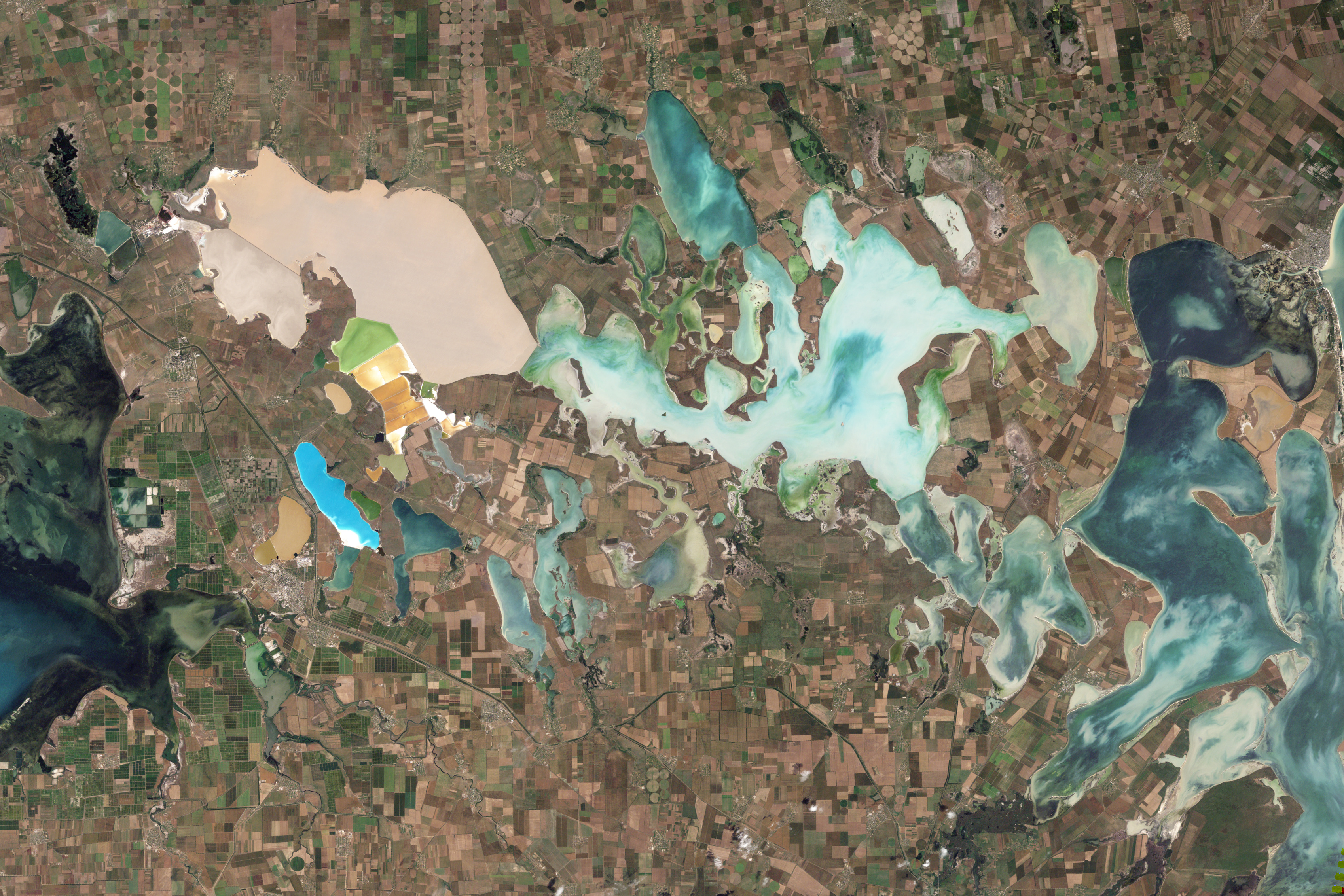
Ảnh vệ tinh màu tự nhiên của Syvash

Syvash cực kỳ nông, điểm sâu nhất là khoảng 3 mét (10 ft), hầu hết diện tích sâu từ 1⁄2–1 m (1 ft 8 in–3 ft 3 in). Đáy đầm phá có lớp bùn dày tới 5 m (16 ft). Do đầm phá rất nông, nước tại Syvash nóng lên vào mùa hè và sinh ra mùi thối. Diện tích bốc hơi rộng cũng khiến nước cực kỳ mặn. Lượng các loại muối khác nhau được ước tính là 200 triệu tấn. Một số nhà máy công nghiệp khai thác tài nguyên khoáng sản của Syvash. Khu vực Syvash là một vùng đất ngập nước có tầm quan trọng quốc tế. Bờ của đầm phá thấp, hơi dốc, đầm lầy và nhiễm mặn. Vào mùa hè, lượng nước của Syvash giảm đáng kể, để lộ ra đất solonets cằn cỗi.
Syvash đôi khi được chia thành Tây Syvash và Đông Syvash. Chúng được nối với nhau qua eo biển Chongar. Nước của đầm phá là từ Bbển Azov và các sông Salgyr, Churuksa.

## Lịch sử
Trong Nội chiến Nga, Syvash trở nên nổi tiếng vì một cuộc vượt đầm bất ngờ của Hồng quân trong Chiến dịch Perekop-Chongar.

## Thực vật
Syvash có thể mang màu đỏ do vi tảo chịu mặn Dunaliella salina.
Phần phía đông của Syvash ít mặn hơn và có những loài sậy và thực vật đất ngập nước khác.
Các đảo lớn tại Trung Syvash chủ yếu là thảo nguyên, gồm các loài cỏ lông vũ, tulip, ngải tauric (Artemisia taurica), xô thơm, cỏ lúa mì mào, cỏ đuôi trâu.
Bờ của Syvash gồm một lượng lớn thực vật chịu mặn, bao gồm cỏ hậu ngạn, Tripolium, mã đề, oải hương biển (Limonium caspium), cây bụi mặn (Atriplex aucheri).

## Hình ảnh

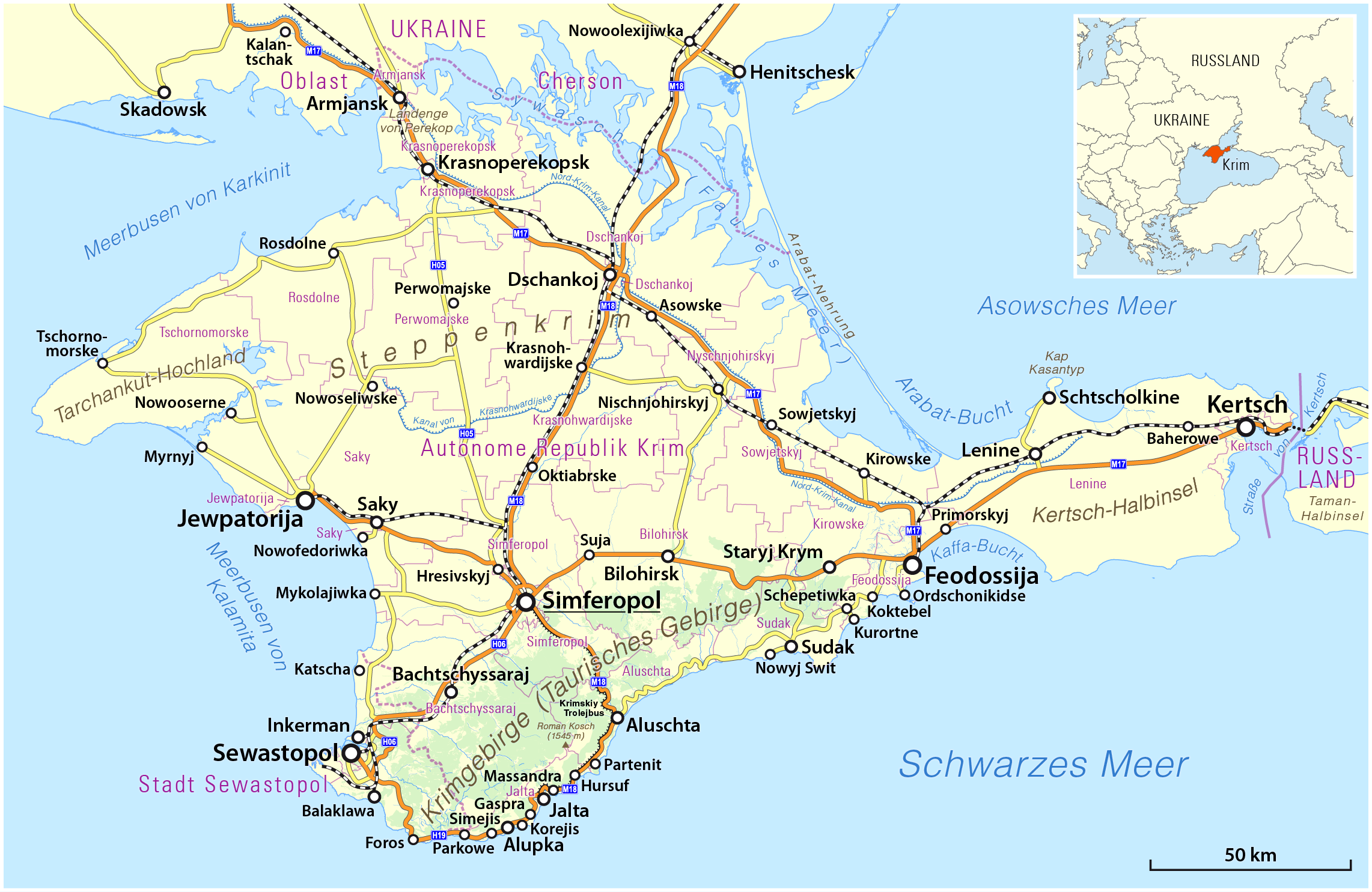
Krym.
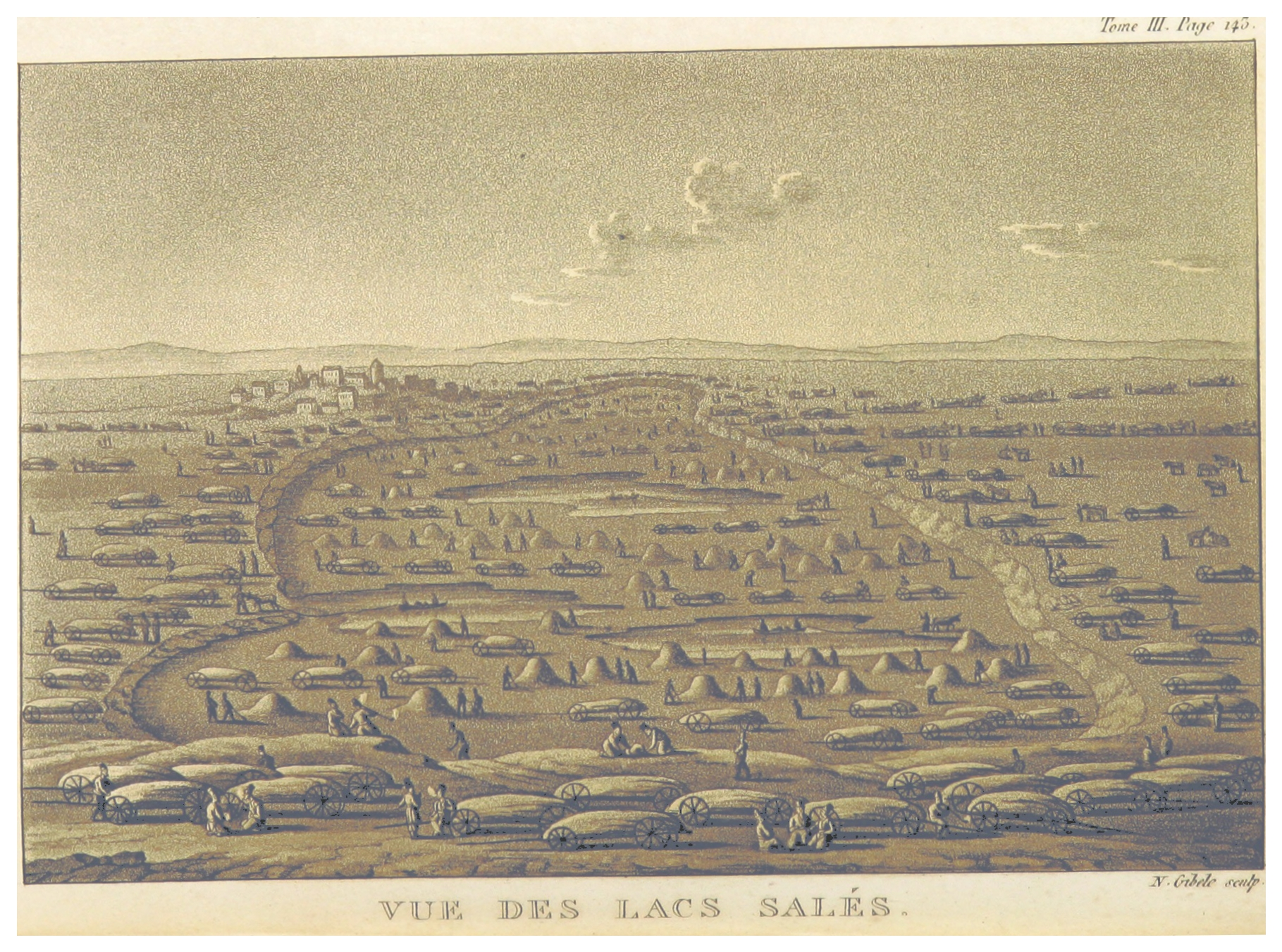
Salinas (khoảng 1820)
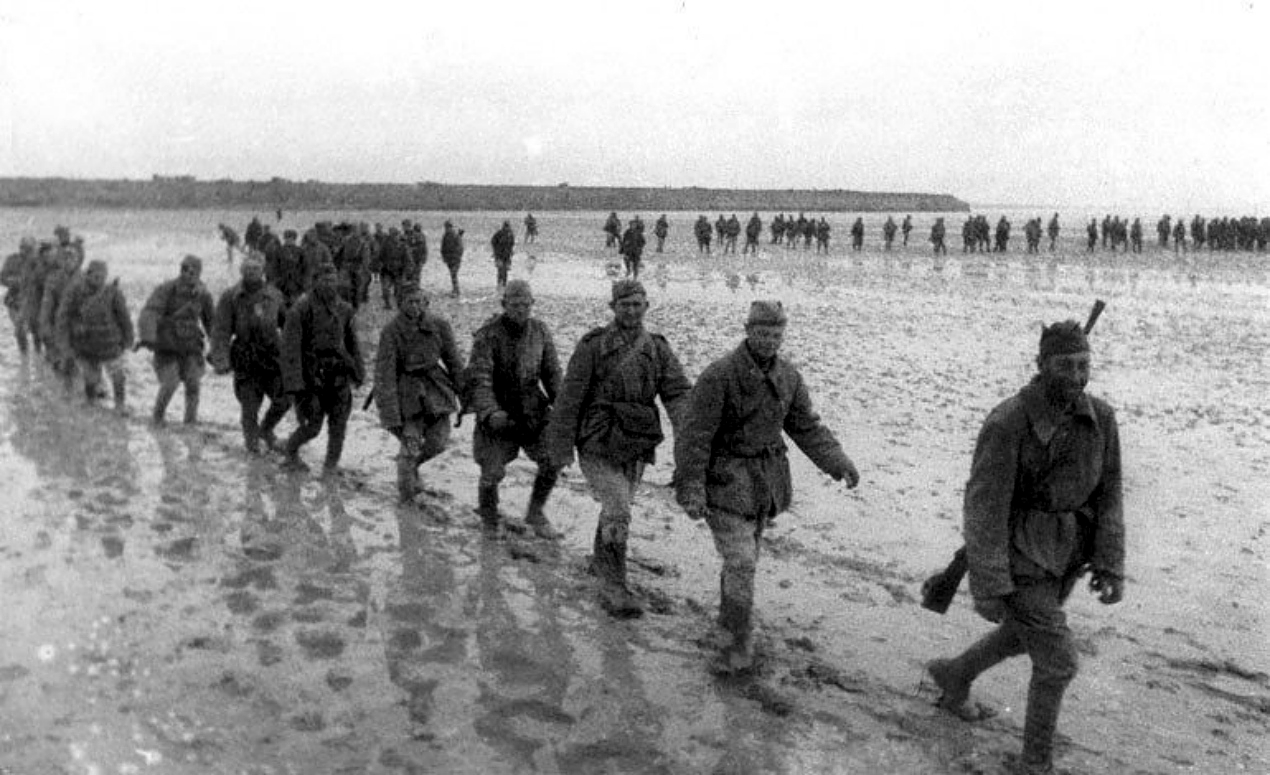
Binh sĩ Liên Xô vượt Syvash trong Thế chiến II.
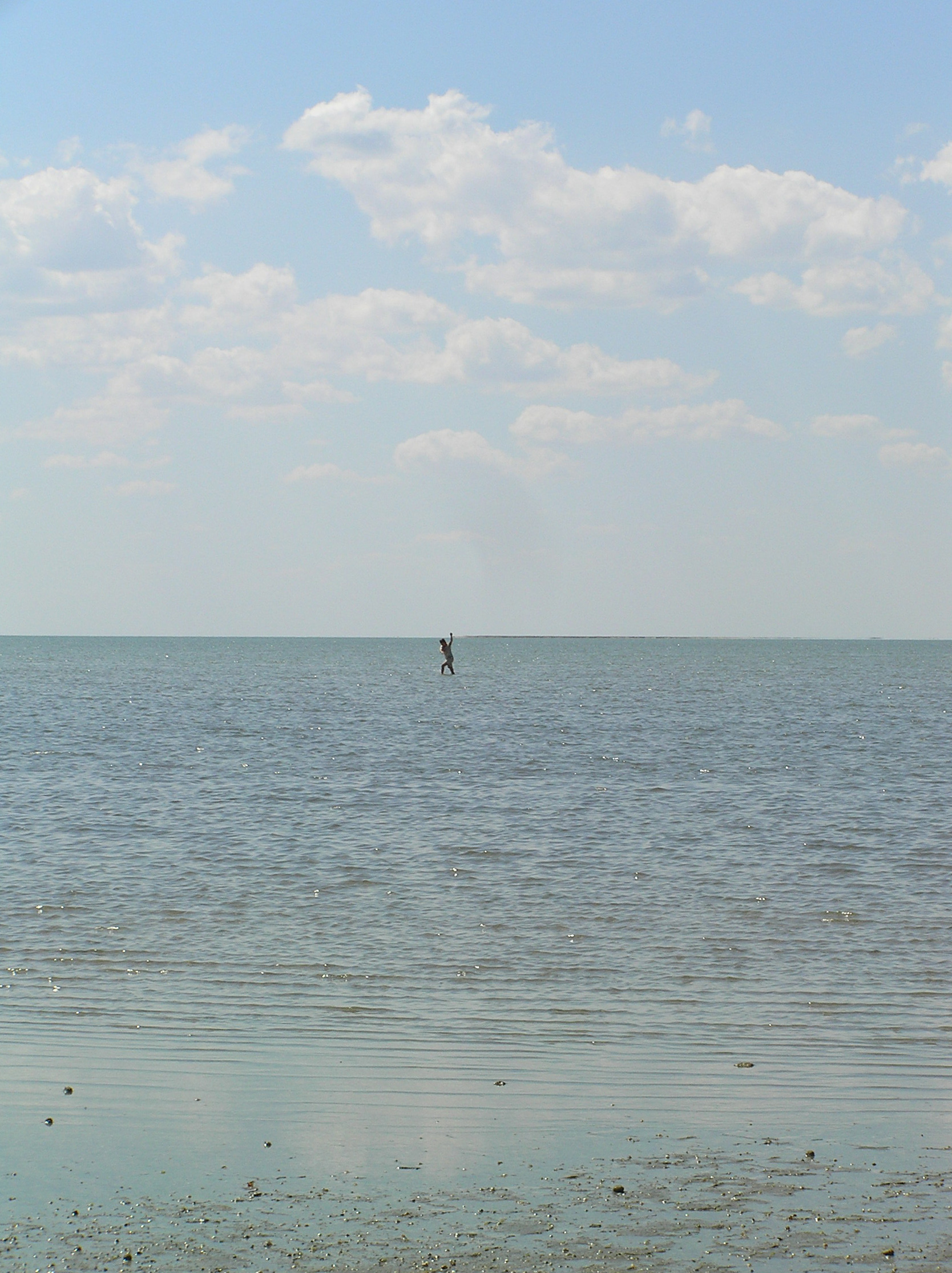
Minh họa vùng nước rất nông của Syvash
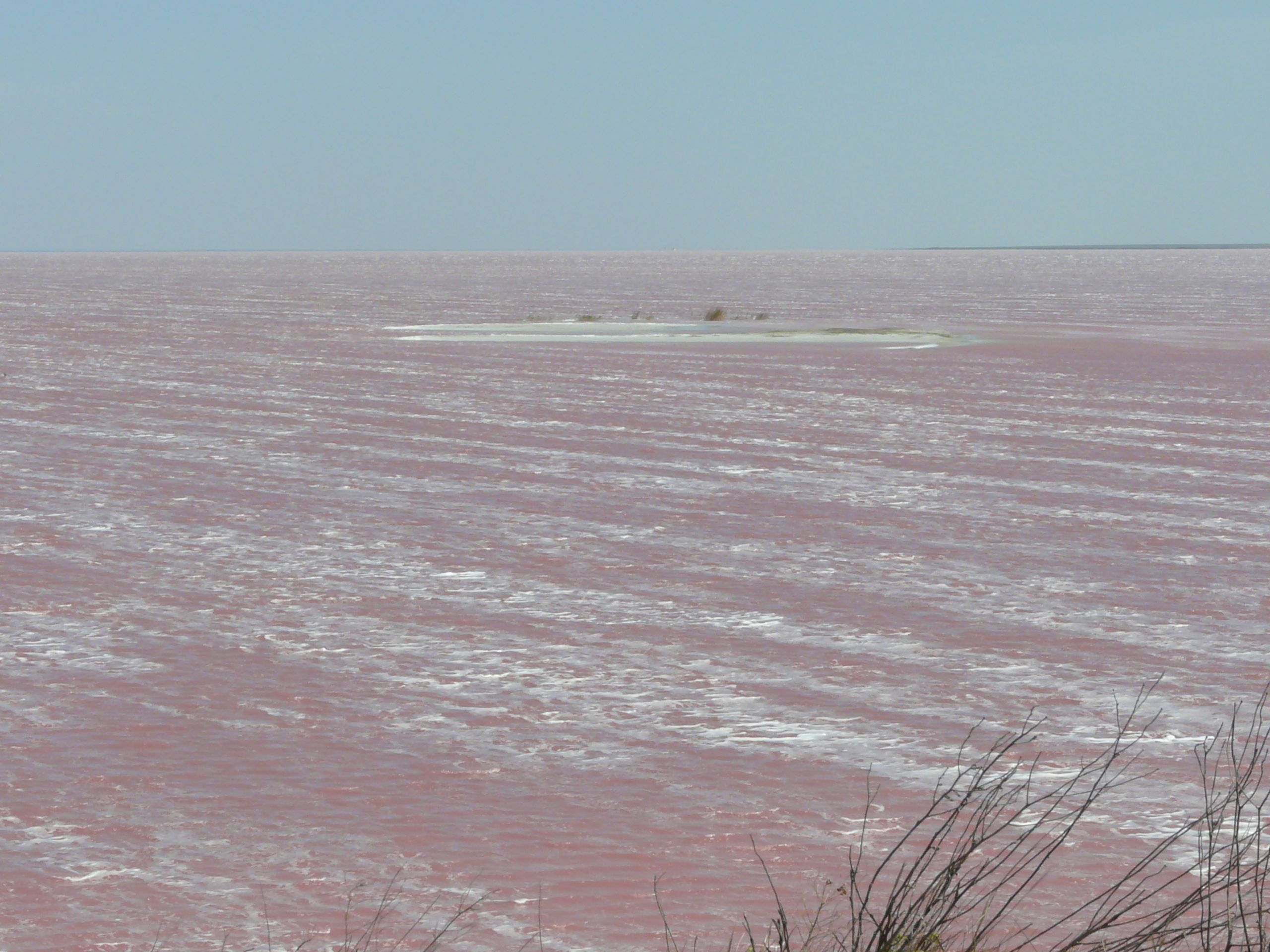
Syvash có màu đỏ do vi tảo của loài Dunaliella salina
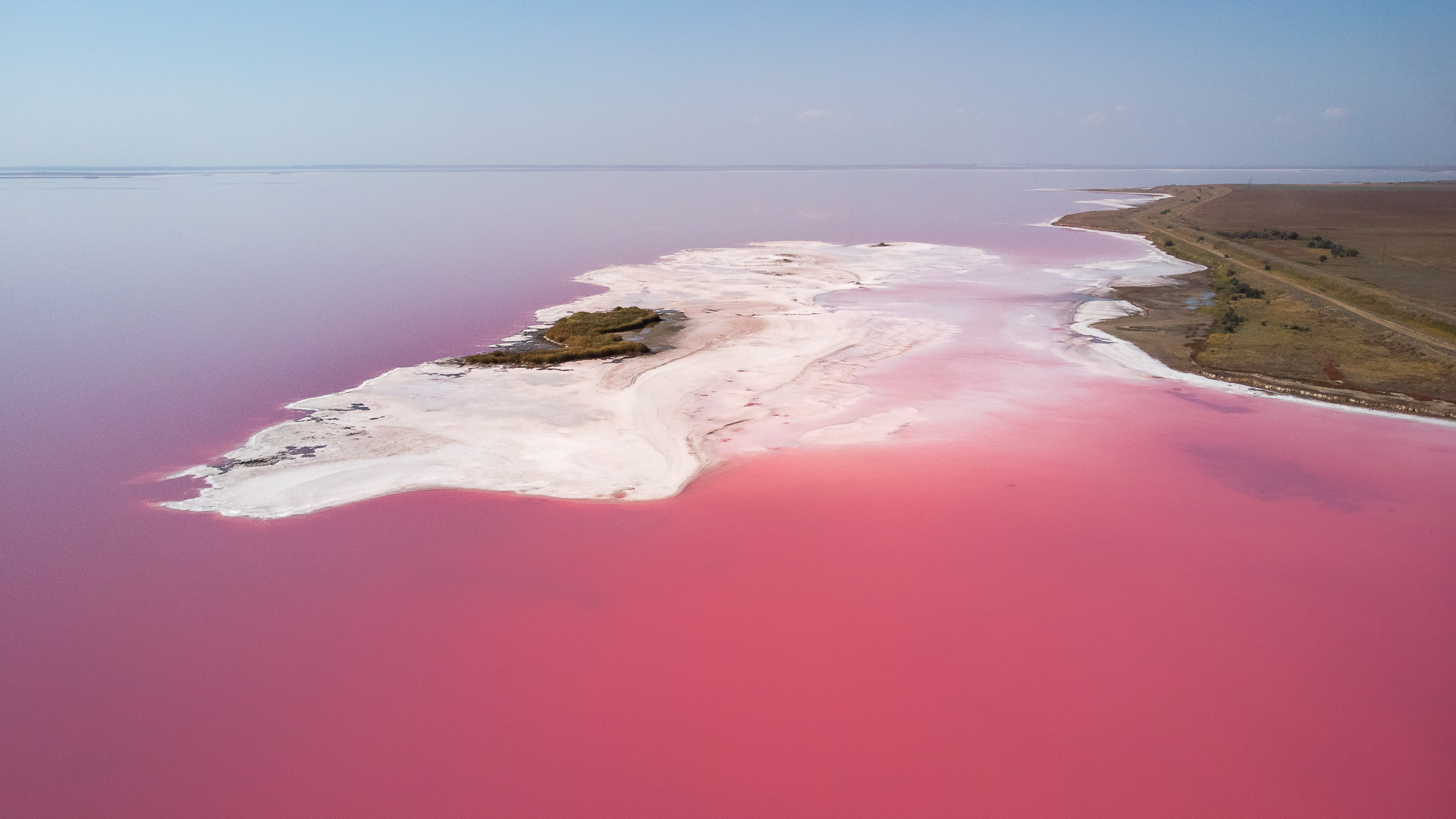
Quang cảnh hồ Lemuria, một thực thể nước nhuốm màu tảo.